# Большой Чеж
Большой Чеж — река в России, протекает в Кудымкарском районе Пермского края. Устье реки находится в 173 км по левому берегу реки Велва. Длина реки составляет 15 км. В 1,8 км от устья принимает справа реку Малый Чеж.
Исток реки в лесах Верхнекамской возвышенности близ точки, где сходятся Юсьвинский, Усольский и Кудымкарский районы в 12 км к юго-востоку от посёлка Эрна. Исток находится на водоразделе Иньвы и Полуденного Кондаса, рядом находятся верховья реки Талица. Река течёт на северо-запад, всё течение проходит по ненаселённому лесу. Впадает в Велву ниже села Каменка.

## Данные водного реестра
По данным государственного водного реестра России относится к Камскому бассейновому округу, водохозяйственный участок реки — Кама от города Березники до Камского гидроузла, без реки Косьва (от истока до Широковского гидроузла), Чусовая и Сылва, речной подбассейн реки — бассейны притоков Камы до впадения Белой. Речной бассейн реки — Кама.
По данным геоинформационной системы водохозяйственного районирования территории РФ, подготовленной Федеральным агентством водных ресурсов:
- Код водного объекта в государственном водном реестре — 10010100912111100008151
- Код по гидрологической изученности (ГИ) — 111100815
- Код бассейна — 10.01.01.009
- Номер тома по ГИ — 11
- Выпуск по ГИ — 1